# Championnat de France d'échecs des clubs 2008
 (août 2022).
La mise en forme du texte ne suit pas les recommandations de Wikipédia : il faut le « wikifier ».
Les points d'amélioration suivants sont les cas les plus fréquents. Le détail des points à revoir est peut-être précisé sur la page de discussion.
- Les titres sont pré-formatés par le logiciel. Ils ne sont ni en capitales, ni en gras.
- Le texte ne doit pas être écrit en capitales (les noms de famille non plus), ni en gras, ni en italique, ni en « petit »…
- Le gras n'est utilisé que pour surligner le titre de l'article dans l'introduction, une seule fois.
- L'italique est rarement utilisé : mots en langue étrangère, titres d'œuvres, noms de bateaux, etc.
- Les citations ne sont pas en italique mais en corps de texte normal. Elles sont entourées par des guillemets français : « et ».
- Les listes à puces sont à éviter, des paragraphes rédigés étant largement préférés. Les tableaux sont à réserver à la présentation de données structurées (résultats, etc.).
- Les appels de note de bas de page (petits chiffres en exposant, introduits par l'outil «  Source ») sont à placer entre la fin de phrase et le point final[comme ça].
- Les liens internes (vers d'autres articles de Wikipédia) sont à choisir avec parcimonie. Créez des liens vers des articles approfondissant le sujet. Les termes génériques sans rapport avec le sujet sont à éviter, ainsi que les répétitions de liens vers un même terme.
- Les liens externes sont à placer uniquement dans une section « Liens externes », à la fin de l'article. Ces liens sont à choisir avec parcimonie suivant les règles définies. Si un lien sert de source à l'article, son insertion dans le texte est à faire par les notes de bas de page.
- La présentation des références doit suivre les conventions bibliographiques. Il est recommandé d'utiliser les modèles {{Ouvrage}}, {{Chapitre}}, {{Article}}, {{Lien web}} et/ou {{Bibliographie}}. Le mode d'édition visuel peut mettre en forme automatiquement les références.
- Insérer une infobox (cadre d'informations à droite) n'est pas obligatoire pour parachever la mise en page.

Pour une aide détaillée, merci de consulter Aide:Wikification.
Si vous pensez que ces points ont été résolus, vous pouvez retirer ce bandeau et améliorer la mise en forme d'un autre article.
 (août 2022).
Si vous disposez d'ouvrages ou d'articles de référence ou si vous connaissez des sites web de qualité traitant du thème abordé ici, merci de compléter l'article en donnant les références utiles à sa vérifiabilité et en les liant à la section « Notes et références ».
Navigation
Top 16 2006-2007 Top 16 2008-2009
Le Championnat de France d'échecs des clubs 2007-2008 est sous la dénomination de Top 16 le plus haut niveau du championnat de France de ce sport.
Seize clubs participent à cette édition de la compétition. Le tenant du titre, Clichy-Echecs-92  est à nouveau champion. Le CE Bois-Colombes, Marseille Duchamps, AJE Noyon et La Tour Hyéroise étaient issus de la Nationale 2. Alors que Noyon parvenait à se maintenir, Bois-Colombes, Hyères et Marseille Duchamps auraient été relégués avec le Club de Bischwiller sur le plan purement sportif, mais comme Orcher la Tour Gonfreville a retiré son équipe, Bois-Colombes est resté dans le top 16.

## Contexte
L'intersaison est à nouveau agitée avec l'annonce du retrait de la compétition du Paris Chess XV, pourtant favori, en raison du retrait de son sponsor principal. Cette décision profite au club de Marseille Échecs, qui se voit repêché.
Clichy apparaît comme le grand favori à sa propre succession, avec comme principal rival potentiel Cannes.
Clichy remporte donc logiquement son 10e titre à l'issue de la saison, devant Cannes, et Montpellier qui complète le podium. Dans le bas du classement, le promu Bois-Colombes sauve sa place dans l'élite grâce à la décision du club de Gonfreville d'évoluer en Nationale 1 la saison suivante et à une ultime victoire décisive contre Bischwiller.

## Modalités
Le tournoi était divisé en un tour préliminaire et un tour final. Les 16 équipes participantes ont été réparties en deux groupes de huit (Poule A et Poule B) et ont disputé un tournoi final. Les quatre premiers des deux groupes ont joué en poule haute, les quatre derniers en poule basse pour éviter la relégation. Les équipes qui se sont rencontrées lors des tours préliminaires ne se sont plus affrontées en finale. Le classement était d'abord déterminé par la somme des points d'équipe obtenus lors des tours préliminaires et finaux (3 points pour une victoire, 2 points pour un match nul, 1 point pour une défaite, 0 point pour une défaite sans combat), puis le comparaison directe, puis la différence entre les jeux gagnants et perdants.
| \| Noyon Mulhouse Philidor Metz Cercle d'échecs de Strasbourg Marseille Échecs Marseille Duchamps Antibes Bischwiller Vandoeuvre Échecs Cannes Hyères Montpelier Gonfreville l'Orcher \| Localisation des clubs engagés dans le championnat. |
| Noyon Mulhouse Philidor Metz Cercle d'échecs de Strasbourg Marseille Échecs Marseille Duchamps Antibes Bischwiller Vandoeuvre Échecs Cannes Hyères Montpelier Gonfreville l'Orcher                                                           |

| \| Clichy Évry Bois-Colombes \| Localisation des clubs franciliens engagés dans le championnat. |
| Clichy Évry Bois-Colombes                                                                       |

### Calendrier
Les compétitions se sont déroulées du 22 au 24 mars, du 10 au 13 avril et du 29 mai au 1er juin 2008. En Poule A, deux compétitions chacune se sont disputées à Marseille et à Clichy dans les trois premiers tours, tandis que du quatrième au septième tour s'est tenue de manière centralisée à Montpellier. En Poule B, les trois premiers tours se sont disputés en deux compétitions chacune à Cannes et à Gonfreville-l'Orcher, tandis que les quatrième à septième tours se sont déroulés de manière centralisée à Noyon. Toutes les rondes de Poule Haute et Poule Basse se sont déroulés à Évry .

### Clubs participants
- Antibes
- Bischwiller
- Cercle d'échecs de Bois-Colombes
- Cannes
- Clichy
- Évry
- Gonfreville l'Orcher
- Hyères
- Marseille Duchamps
- Marseille Échecs
- Metz
- Montpellier
- Mulhouse
- A.J.E. Noyon
- Strasbourg
- Vandœuvre

## Généralités
Le nombre de joueurs inscrits n'était pas limité. Alors qu'Orcher la Tour Gonfreville gérait avec 9 joueurs, Mulhouse Philidor et  Marseille Duchamps utilisaient chacun 15 joueurs. Au total, 186 joueurs ont été utilisés, dont 69 ont disputé les 11 tours (en plus, trois joueurs du Club de Marseille Duchamps ont disputé les 7 compétitions du tour préliminaire - le club n'a pas disputé le tour final). La meilleure joueuse avec 10 points en 11 matchs est Almira Skripchenko (Clichy). Laurent Fressinet (Clichy), Murtas Kazhgaleïev (Cannes), Sophie Milliet (Montpellier), Hikaru Nakamura (Antibes) et Roza Lallemand ont chacun obtenu 8,5 points(Bischwiller), avec Qashyghalijew disputant 10 parties, Fressinet, Milliet, Nakamura et Lallemand 11 chacun. Richard Pile (Évry) a remporté son seul tour et a été le seul joueur à atteindre 100 %.

## Effectifs
Les tableaux ci-dessous contiennent les informations suivantes :
- N° : numéro de classement
- Titre : titre FIDE en début de saison (rating list janvier 2008) ; GM = Grandmaster , IM = Master International , FM = FIDE Master , WGM = Women's Grandmaster , WIM = Women's International Master , WFM = Women's FIDE Master , CM = Candidate Master , WCM = Women's Candidate Master
- Elo : classement Elo au début de la saison (liste des classements de janvier 2008) ; pour les joueurs sans classement Elo, le classement national est indiqué entre parenthèses
- Nation : Nationalité selon la liste de notation de janvier 2008 ;  = Argentine,  = Arménie,  = Azerbaïdjan,  = Belgique,  = Bulgarie,  = Croatie,  = République tchèque,  = Angleterre,  = Espagne,  = France,  = Géorgie,  = Allemagne,  = Hongrie,  = Inde,  = Israël,  = Italie,  = Kazakhstan,  = Lituanie,  = Luxembourg,  = Maroc,  = Moldavie,  = Macédoine,  = Monténégro,  = Pays-Bas,  = Pologne ,  = Roumanie,  = Russie,  = Écosse,  = Serbie,  = Suisse,  = Slovaquie,  = Turquie,  = Ukraine,  = États-Unis,  = Ouzbékistan
- G : Nombre de parties gagnantes
- R : Nombre de matchs nuls
- V : Nombre de parties perdantes
- Points : nombre de points obtenus
- Jeux : Nombre de jeux joués

### Clichy-Échecs-92
| Nr. | Titre | Nom                    | Elo  | Nation | G | R | V | Points | Parties |
| --- | ----- | ---------------------- | ---- | ------ | - | - | - | ------ | ------- |
| 1   | GM    | Dmitri Iakovenko       | 2720 |        | 3 | 4 | 0 | 5      | 7       |
| 2   | GM    | Pavel Eljanov          | 2692 |        | 2 | 1 | 0 | 2,5    | 3       |
| 3   | GM    | Yannick Pelletier      | 2600 |        | 5 | 6 | 0 | 8      | 11      |
| 4   | GM    | Laurent Fressinet      | 2656 |        | 6 | 5 | 0 | 8,5    | 11      |
| 5   | GM    | Pavel Tregoubov        | 2636 |        | 5 | 2 | 0 | 6      | 7       |
| 6   | GM    | Manuel Apicella        | 2544 |        | 4 | 4 | 3 | 6      | 11      |
| 7   | IM    | Romain Édouard         | 2507 |        | 4 | 5 | 2 | 6,5    | 11      |
| 8   | IM    | Almira Skripchenko     | 2443 |        | 9 | 2 | 0 | 10     | 11      |
| 9   | GM    | Liviu-Dieter Nisipeanu | 2684 |        | 4 | 4 | 0 | 6      | 8       |
| 10  | GM    | Arkadij Naiditsch      | 2623 |        | 3 | 5 | 0 | 5,5    | 8       |

### Cannes Échecs
| Nr. | Titre | Nom                  | Elo    | Nation | G | R | V | Points | Parties |
| --- | ----- | -------------------- | ------ | ------ | - | - | - | ------ | ------- |
| 1   | GM    | Vladislav Tkachiev   | 2657   |        | 2 | 5 | 0 | 4,5    | 7       |
| 2   | GM    | Murtas Kazhgaleïev   | 2594   |        | 7 | 3 | 0 | 8,5    | 10      |
| 3   | GM    | Mladen Palac         | 2575   |        | 3 | 6 | 0 | 6      | 9       |
| 4   | GM    | Igor-Alexandre Nataf | 2552   |        | 4 | 3 | 3 | 5,5    | 10      |
| 5   | GM    | Robert Fontaine      | 2572   |        | 5 | 3 | 3 | 6,5    | 11      |
| 6   | GM    | Michele Godena       | 2559   |        | 2 | 0 | 1 | 2      | 3       |
| 7   | WGM   | Maria Leconte        | 2345   |        | 7 | 2 | 2 | 8      | 11      |
| 8   |       | Cyril Wolfangel      | (2040) |        | 0 | 1 | 0 | 0,5    | 1       |
| 9   | IM    | Matthieu Cornette    | 2491   |        | 4 | 5 | 0 | 6,5    | 9       |
| 10  | GM    | Krishnan Sasikiran   | 2679   |        | 1 | 7 | 0 | 4,5    | 8       |
| 11  | IM    | Laurent Guidarelli   | 2429   |        | 3 | 1 | 1 | 3,5    | 5       |
| 12  | IM    | Pavel Govciyan       | 2400   |        | 1 | 1 | 0 | 1,5    | 2       |
| 13  | GM    | Ernesto Inarkiev     | 2684   |        | 0 | 2 | 0 | 1      | 2       |

### Montpellier Échecs
| Nr. | Titre | Nom                | Elo  | Nation | G | R | V | Points | Parties |
| --- | ----- | ------------------ | ---- | ------ | - | - | - | ------ | ------- |
| 1   | GM    | Daniël Stellwagen  | 2625 |        | 1 | 1 | 1 | 1,5    | 3       |
| 2   | GM    | Éric Prié          | 2532 |        | 2 | 7 | 2 | 5,5    | 11      |
| 3   | GM    | Sébastien Mazé     | 2573 |        | 4 | 4 | 3 | 6      | 11      |
| 4   | GM    | Christian Bauer    | 2614 |        | 3 | 3 | 5 | 4,5    | 11      |
| 5   | GM    | Glenn Flear        | 2493 |        | 3 | 3 | 5 | 4,5    | 11      |
| 6   | GM    | Hicham Hamdouchi   | 2576 |        | 4 | 6 | 1 | 7      | 11      |
| 7   | IM    | Fabien Libiszewski | 2468 |        | 7 | 2 | 2 | 8      | 11      |
| 8   | WGM   | Sophie Milliet     | 2376 |        | 7 | 3 | 1 | 8,5    | 11      |
| 9   | GM    | Stuart Conquest    | 2530 |        | 2 | 1 | 1 | 2,5    | 4       |
| 10  | GM    | Loek van Wely      | 2676 |        | 1 | 3 | 0 | 2,5    | 4       |

### Évry Grand Roque
| Nr. | Titre | Nom                    | Elo  | Nation | G | R | V | Points | Parties |
| --- | ----- | ---------------------- | ---- | ------ | - | - | - | ------ | ------- |
| 1   | GM    | Maxime Vachier-Lagrave | 2637 |        | 4 | 7 | 0 | 7,5    | 11      |
| 2   | GM    | Sébastien Feller       | 2522 |        | 1 | 8 | 2 | 5      | 11      |
| 3   | GM    | Arnaud Hauchard        | 2478 |        | 2 | 8 | 1 | 6      | 11      |
| 4   | GM    | Vladimir Chuchelov     | 2551 |        | 6 | 4 | 1 | 8      | 11      |
| 5   | GM    | Éloi Relange           | 2479 |        | 3 | 5 | 2 | 5,5    | 10      |
| 6   | GM    | Jean-Luc Chabanon      | 2454 |        | 5 | 5 | 1 | 7,5    | 11      |
| 7   | IM    | Luc Bergez             | 2370 |        | 2 | 1 | 3 | 2,5    | 6       |
| 8   | WIM   | Marina Roumegous       | 2217 |        | 4 | 1 | 6 | 4,5    | 11      |
| 9   | GM    | Arthur Youssoupov      | 2572 |        | 2 | 2 | 0 | 3      | 4       |
| 10  | FM    | Richard Pile           | 2318 |        | 1 | 0 | 0 | 1      | 1       |
| 11  | IM    | Philippe Brochet       | 2374 |        | 0 | 1 | 0 | 0,5    | 1       |

### Orcher la Tour Gonfreville
| Nr. | Titre | Nom                | Elo  | Nation | G | R | V | Points | Parties |
| --- | ----- | ------------------ | ---- | ------ | - | - | - | ------ | ------- |
| 1   | GM    | Viktor Bologan     | 2663 |        | 4 | 7 | 0 | 7,5    | 11      |
| 2   | GM    | Igor Rausis        | 2520 |        | 1 | 7 | 3 | 4,5    | 11      |
| 3   | GM    | Jean-Marc Degraeve | 2535 |        | 3 | 7 | 1 | 6,5    | 11      |
| 4   | IM    | Arnaud Payen       | 2403 |        | 2 | 4 | 3 | 4      | 9       |
| 5   | IM    | Nicolas Eliet      | 2453 |        | 1 | 5 | 3 | 3,5    | 9       |
| 6   | IM    | Guillaume Vallin   | 2409 |        | 5 | 2 | 2 | 6      | 9       |
| 7   | IM    | Didier Collas      | 2441 |        | 3 | 3 | 3 | 4,5    | 9       |
| 8   | IM    | Silvia Collas      | 2405 |        | 7 | 2 | 2 | 8      | 11      |
| 9   | GM    | Mikhaïl Gourevitch | 2611 |        | 3 | 3 | 1 | 4,5    | 7       |

### Mulhouse Philidor
| Nr. | Titre | Nom                | Elo  | Nation | G | R | V | Points | Parties |
| --- | ----- | ------------------ | ---- | ------ | - | - | - | ------ | ------- |
| 1   | GM    | Vüqar Həşimov      | 2665 |        | 2 | 1 | 0 | 2,5    | 3       |
| 2   | GM    | Alekseï Dreïev     | 2633 |        | 1 | 2 | 0 | 2      | 3       |
| 3   | GM    | Andreï Sokolov     | 2594 |        | 0 | 5 | 2 | 2,5    | 7       |
| 4   | GM    | Kiril Georgiev     | 2662 |        | 3 | 4 | 0 | 5      | 7       |
| 5   | GM    | Emmanuel Bricard   | 2490 |        | 1 | 3 | 7 | 2,5    | 11      |
| 6   | IM    | Anthony Wirig      | 2479 |        | 2 | 5 | 4 | 4,5    | 11      |
| 7   | IM    | Jean-Noël Riff     | 2474 |        | 3 | 5 | 3 | 5,5    | 11      |
| 8   | WIM   | Anne Muller        | 2136 |        | 6 | 1 | 4 | 6,5    | 11      |
| 9   | GM    | Radosław Wojtaszek | 2625 |        | 0 | 4 | 0 | 2      | 4       |
| 10  | GM    | Vladimir Georgiev  | 2572 |        | 1 | 3 | 0 | 2,5    | 4       |
| 11  |       | Marc Fischer       | 2248 |        | 0 | 2 | 2 | 1      | 4       |
| 12  |       | Fabien Schmitt     | 2164 |        | 0 | 0 | 2 | 0      | 2       |
| 13  |       | Noël Guth          | 2107 |        | 0 | 0 | 4 | 0      | 4       |
| 14  | GM    | Petar Genov        | 2474 |        | 0 | 3 | 0 | 1,5    | 3       |
| 15  |       | Emile Nass         | 2112 |        | 0 | 0 | 2 | 0      | 2       |

### Vandœuvre-Échecs
| Nr. | Titre | Nom                 | Elo  | Nation | G | R | V | Points | Parties |
| --- | ----- | ------------------- | ---- | ------ | - | - | - | ------ | ------- |
| 1   | GM    | Sergei Movsessian   | 2677 |        | 1 | 2 | 0 | 2      | 3       |
| 2   | GM    | Georg Meier         | 2570 |        | 2 | 2 | 3 | 3      | 7       |
| 3   | GM    | Friso Nijboer       | 2578 |        | 1 | 1 | 1 | 1,5    | 3       |
| 4   | IM    | Nicolas Brunner     | 2428 |        | 3 | 5 | 3 | 5,5    | 11      |
| 5   | IM    | Christophe Philippe | 2378 |        | 7 | 2 | 2 | 8      | 11      |
| 6   | FM    | Mustapha Nezar      | 2404 |        | 3 | 6 | 2 | 6      | 11      |
| 7   | FM    | Cédric Paci         | 2301 |        | 2 | 2 | 7 | 3      | 11      |
| 8   | WFM   | Mathilde Congiu     | 2195 |        | 0 | 2 | 3 | 1      | 5       |
| 9   | GM    | Rustam Kasimjanov   | 2681 |        | 1 | 6 | 1 | 4      | 8       |
| 10  | GM    | Igor Glek           | 2545 |        | 1 | 2 | 1 | 2      | 4       |
| 11  | GM    | Konstantin Landa    | 2633 |        | 2 | 2 | 0 | 3      | 4       |
| 12  | WFM   | Fiona Steil-Antoni  | 2125 |        | 1 | 1 | 3 | 1,5    | 5       |
| 13  |       | Rebecca Klipper     | 2061 |        | 0 | 0 | 1 | 0      | 1       |
| 14  | GM    | Zbyněk Hráček       | 2613 |        | 0 | 4 | 0 | 2      | 4       |

### Metz Fischer
| Nr. | Titre | Nom                  | Elo  | Nation | G | R | V | Points | Parties |
| --- | ----- | -------------------- | ---- | ------ | - | - | - | ------ | ------- |
| 1   | GM    | Aleksandr Riazantsev | 2628 |        | 2 | 3 | 2 | 3,5    | 7       |
| 2   | GM    | Evgeny Postny        | 2627 |        | 4 | 4 | 3 | 6      | 11      |
| 3   | GM    | Dmitry Svetushkin    | 2565 |        | 6 | 3 | 2 | 7,5    | 11      |
| 4   | IM    | Jean-René Koch       | 2453 |        | 3 | 5 | 3 | 5,5    | 11      |
| 5   | FM    | Emmanuel Neiman      | 2371 |        | 2 | 5 | 4 | 4,5    | 11      |
| 6   | FM    | Olivier Pucher       | 2329 |        | 3 | 1 | 3 | 3,5    | 7       |
| 7   | FM    | Benoît Taddei        | 2265 |        | 2 | 2 | 3 | 3      | 7       |
| 8   |       | Marie Leclair        | 1974 |        | 4 | 1 | 6 | 4,5    | 11      |
| 9   |       | Sébastien Pucher     | 2241 |        | 0 | 2 | 3 | 1      | 5       |
| 10  | GM    | Nidjat Mamedov       | 2577 |        | 0 | 4 | 0 | 2      | 4       |
| 11  |       | Thomas Hisler        | 2259 |        | 0 | 0 | 3 | 0      | 3       |

### Club de Marseille Échecs
| Nr. | Titre | Nom                | Elo  | Nation | G | R | V | Points | Parties |
| --- | ----- | ------------------ | ---- | ------ | - | - | - | ------ | ------- |
| 1   | GM    | Étienne Bacrot     | 2700 |        | 3 | 8 | 0 | 7      | 11      |
| 2   | GM    | Aleksander Delchev | 2630 |        | 2 | 7 | 2 | 5,5    | 11      |
| 3   | GM    | Kamil Mitoń        | 2609 |        | 1 | 5 | 1 | 3,5    | 7       |
| 4   | IM    | Yannick Gozzoli    | 2510 |        | 4 | 4 | 3 | 6      | 11      |
| 5   | GM    | Radosław Jedynak   | 2525 |        | 5 | 3 | 3 | 6,5    | 11      |
| 6   | IM    | Cyril Marzolo      | 2474 |        | 4 | 6 | 1 | 7      | 11      |
| 7   |       | Gildas Goldsztejn  | 2380 |        | 2 | 2 | 1 | 3      | 5       |
| 8   |       | Laurie Delorme     | 2072 |        | 6 | 3 | 2 | 7,5    | 11      |
| 9   | IM    | Emmanuel Amigues   | 2378 |        | 1 | 0 | 1 | 1      | 2       |
| 10  | GM    | Mateusz Bartel     | 2588 |        | 1 | 2 | 1 | 2      | 4       |
| 11  | FM    | David Guadalpi     | 2319 |        | 1 | 0 | 1 | 1      | 2       |
| 12  |       | Denis Garrido      | 2339 |        | 0 | 1 | 1 | 0,5    | 2       |

### A.J.E. Noyon
| Nr. | Titre | Nom                  | Elo  | Nation | G | R | V | Points | Parties |
| --- | ----- | -------------------- | ---- | ------ | - | - | - | ------ | ------- |
| 1   | GM    | Cyril Marcelin       | 2510 |        | 3 | 3 | 5 | 4,5    | 11      |
| 2   | FM    | Theo Hommeles        | 2390 |        | 0 | 2 | 1 | 1      | 3       |
| 3   | FM    | David Housieaux      | 2353 |        | 6 | 3 | 2 | 7,5    | 11      |
| 4   | IM    | Chi-Minh Nguyen      | 2411 |        | 4 | 5 | 1 | 6,5    | 10      |
| 5   | IM    | Maxime Aguettaz      | 2422 |        | 2 | 3 | 1 | 3,5    | 6       |
| 6   | FM    | Nicolas Cléry        | 2390 |        | 4 | 2 | 4 | 5      | 10      |
| 7   |       | Daniel van Heirzeele | 2244 |        | 1 | 4 | 1 | 3      | 6       |
| 8   |       | Karine Assad         | 2042 |        | 3 | 3 | 5 | 4,5    | 11      |
| 9   | GM    | Jordi Magem Badals   | 2470 |        | 2 | 6 | 0 | 5      | 8       |
| 10  | IM    | Diego Adla           | 2480 |        | 1 | 2 | 2 | 2      | 5       |
| 11  | GM    | Jonathan Rowson      | 2582 |        | 1 | 1 | 1 | 1,5    | 3       |
| 12  | GM    | Leonid Gofshtein     | 2512 |        | 2 | 1 | 1 | 2,5    | 4       |

### Cercle d’Échecs de Strasbourg
| Nr. | Titre | Nom                 | Elo  | Nation | G | R  | V | Points | Parties |
| --- | ----- | ------------------- | ---- | ------ | - | -- | - | ------ | ------- |
| 1   | GM    | Eduardas Rozentalis | 2567 |        | 4 | 6  | 1 | 7      | 11      |
| 2   | GM    | Fabian Döttling     | 2544 |        | 3 | 8  | 0 | 7      | 11      |
| 3   | GM    | Anatoli Vaisser     | 2539 |        | 1 | 10 | 0 | 6      | 11      |
| 4   | GM    | Gábor Kállai        | 2470 |        | 4 | 4  | 3 | 6      | 11      |
| 5   | IM    | Daniel Roos         | 2408 |        | 4 | 3  | 3 | 5,5    | 10      |
| 6   | IM    | Jean-Luc Roos       | 2330 |        | 2 | 4  | 2 | 4      | 8       |
| 7   | IM    | Louis Roos          | 2366 |        | 5 | 2  | 1 | 6      | 8       |
| 8   |       | Delphine Gras       | 2011 |        | 2 | 1  | 8 | 2,5    | 11      |
| 9   | FM    | Emmanuel Reinhart   | 2285 |        | 2 | 3  | 1 | 3,5    | 6       |
| 10  | GM    | Bachar Kouatly      | 2458 |        | 0 | 0  | 1 | 0      | 1       |

### La Tour Sarrazine Antibes
| Nr. | Titre | Nom                      | Elo  | Nation | G | R | V | Points | Parties |
| --- | ----- | ------------------------ | ---- | ------ | - | - | - | ------ | ------- |
| 1   | GM    | Hikaru Nakamura          | 2670 |        | 6 | 5 | 0 | 8,5    | 11      |
| 2   | GM    | Igor Khenkin             | 2602 |        | 1 | 2 | 0 | 2      | 3       |
| 3   | GM    | Jan Timman               | 2561 |        | 1 | 5 | 1 | 3,5    | 7       |
| 4   | GM    | Gilles Mirallès          | 2490 |        | 4 | 2 | 5 | 5      | 11      |
| 5   |       | Manuel Bijaoui           | 2365 |        | 2 | 6 | 1 | 5      | 9       |
| 6   | GM    | Marc Santo-Roman         | 2395 |        | 3 | 4 | 4 | 5      | 11      |
| 7   |       | Mathieu Acher            | 2381 |        | 6 | 1 | 4 | 6,5    | 11      |
| 8   |       | Caroline Cochet          | 2066 |        | 3 | 2 | 6 | 4      | 11      |
| 9   | GM    | Branko Damljanović       | 2595 |        | 2 | 4 | 2 | 4      | 8       |
| 10  | GM    | Micheil Mtschedlischwili | 2635 |        | 0 | 4 | 0 | 2      | 4       |
| 11  |       | Flavio Perez             | 2269 |        | 0 | 2 | 0 | 1      | 2       |

### C.E. de Bois-Colombes
| Nr. | Titre | Nom                   | Elo  | Nation | G | R | V | Points | Parties |
| --- | ----- | --------------------- | ---- | ------ | - | - | - | ------ | ------- |
| 1   | IM    | Claude Landenbergue   | 2451 |        | 0 | 7 | 4 | 3,5    | 11      |
| 2   | GM    | Mikhail Kozakov       | 2445 |        | 1 | 6 | 4 | 4      | 11      |
| 3   | IM    | Pascal Chomet         | 2333 |        | 4 | 2 | 4 | 5      | 10      |
| 4   | IM    | Samy Shoker           | 2381 |        | 1 | 4 | 6 | 3      | 11      |
| 5   | FM    | Alexandre Vuilleumier | 2285 |        | 5 | 2 | 4 | 6      | 11      |
| 6   | WIM   | Pauline Guichard      | 2274 |        | 4 | 2 | 3 | 5      | 9       |
| 7   |       | Jeremy Pietrasanta    | 2268 |        | 4 | 3 | 4 | 5,5    | 11      |
| 8   | FM    | Brice le Roy          | 2301 |        | 4 | 2 | 4 | 5      | 10      |
| 9   |       | Clement Metzger       | 2165 |        | 0 | 0 | 2 | 0      | 2       |
| 10  |       | Sophie Aflalo         | 1959 |        | 1 | 1 | 0 | 1,5    | 2       |

### Bischwiller
| Nr. | Titre | Nom                | Elo  | Nation | G | R | V | Points | Parties |
| --- | ----- | ------------------ | ---- | ------ | - | - | - | ------ | ------- |
| 1   | GM    | Karen Asrjan       | 2621 |        | 2 | 3 | 1 | 3,5    | 6       |
| 2   | GM    | Philipp Schlosser  | 2564 |        | 2 | 5 | 3 | 4,5    | 10      |
| 3   | GM    | Rainer Buhmann     | 2570 |        | 0 | 5 | 4 | 2,5    | 9       |
| 4   | FM    | Timothee Heinz     | 2310 |        | 2 | 3 | 6 | 3,5    | 11      |
| 5   | IM    | Claude Wagner      | 2358 |        | 1 | 2 | 4 | 2      | 7       |
| 6   | IM    | Jean Netzer        | 2387 |        | 1 | 2 | 5 | 2      | 8       |
| 7   | IM    | Étienne Mensch     | 2337 |        | 3 | 4 | 4 | 5      | 11      |
| 8   | WGM   | Roza Lallemand     | 2246 |        | 7 | 3 | 1 | 8,5    | 11      |
| 9   | FM    | Raoul Strohhäker   | 2393 |        | 0 | 1 | 3 | 0,5    | 4       |
| 10  |       | Quentin Didier     | 2057 |        | 0 | 0 | 1 | 0      | 1       |
| 11  | FM    | Thomas Saatdjian   | 2311 |        | 0 | 1 | 2 | 0,5    | 3       |
| 12  | GM    | Gabriel Sarkissjan | 2643 |        | 1 | 2 | 1 | 2      | 4       |
| 13  | FM    | André Schmitt      | 2298 |        | 2 | 1 | 0 | 2,5    | 3       |

### La Tour Hyéroise
| Nr. | Titre | Nom                | Elo    | Nation | G | R | V | Points | Parties |
| --- | ----- | ------------------ | ------ | ------ | - | - | - | ------ | ------- |
| 1   | GM    | Milan Draško       | 2540   |        | 1 | 7 | 3 | 4,5    | 11      |
| 2   | GM    | Nenad Šulava       | 2494   |        | 2 | 7 | 2 | 5,5    | 11      |
| 3   | IM    | Nikolaj Ninov      | 2501   |        | 1 | 8 | 2 | 5      | 11      |
| 4   |       | Stephane Vincent   | 2235   |        | 3 | 2 | 6 | 4      | 11      |
| 5   |       | Philippe Langevin  | 2156   |        | 2 | 1 | 6 | 2,5    | 9       |
| 6   |       | Pierre Garro       | 2178   |        | 1 | 1 | 9 | 1,5    | 11      |
| 7   |       | Frederic Comte     | 2190   |        | 1 | 2 | 6 | 2      | 9       |
| 8   |       | Gordana Martinovic | (1600) |        | 1 | 1 | 7 | 1,5    | 9       |
| 9   |       | Stephanie Giua     | 1994   |        | 0 | 1 | 1 | 0,5    | 2       |
| 10  |       | Charles Baudson    | 2053   |        | 1 | 0 | 3 | 1      | 4       |

### Marseille Duchamps
| Nr. | Titre | Nom                | Elo  | Nation | G | R | V | Points | Parties |
| --- | ----- | ------------------ | ---- | ------ | - | - | - | ------ | ------- |
| 1   | GM    | Zoltán Gyimesi     | 2605 |        | 1 | 2 | 0 | 2      | 3       |
| 2   | GM    | Vladimir Baklan    | 2647 |        | 0 | 3 | 0 | 1,5    | 3       |
| 3   | GM    | Robert Kempiński   | 2590 |        | 1 | 2 | 0 | 2      | 3       |
| 4   | GM    | Anthony Kosten     | 2511 |        | 0 | 4 | 3 | 2      | 7       |
| 5   | IM    | Thal Abergel       | 2517 |        | 1 | 3 | 2 | 2,5    | 6       |
| 6   | IM    | Jean-Pierre Boudre | 2333 |        | 1 | 2 | 4 | 2      | 7       |
| 7   |       | Olivier Milandre   | 2067 |        | 0 | 0 | 2 | 0      | 2       |
| 8   |       | Laura Fernandez    | 2025 |        | 0 | 1 | 6 | 0,5    | 7       |
| 9   | GM    | Leonid Kritz       | 2609 |        | 1 | 3 | 0 | 2,5    | 4       |
| 10  |       | Olivier Poisson    | 2149 |        | 0 | 0 | 4 | 0      | 4       |
| 11  |       | Thibault Friburger | 1831 |        | 0 | 0 | 1 | 0      | 1       |
| 12  |       | Jamil Mohamad      | 1833 |        | 0 | 0 | 1 | 0      | 1       |
| 13  |       | Valentin Ovsienko  | 2137 |        | 0 | 0 | 2 | 0      | 2       |
| 14  |       | Sarah Bismuth      | 1769 |        | 0 | 0 | 2 | 0      | 2       |
| 15  |       | Quentin Friburger  | 1791 |        | 0 | 0 | 1 | 0      | 1       |

## Compétition
En poule A, alors que Clichy, Montpellier et Mulhouse s'étaient déjà assuré des places dans la Poule Haute, Vandœuvre ne s'est qualifiée qu'au dernier tour. En poule B, Cannes était déjà confirmé comme participant à la Poule Haute avant le dernier tour, tandis qu'Évry, Gonfreville et Metz ne se sont qualifiés qu'au dernier tour.
Cannes et Clichy avaient débuté la Poule Haute avec 7 victoires et possédaient déjà une nette avance sur le reste du plateau. Après que Clichy ait remporté les trois premiers tours de la Poule Haute, mais que Cannes ait renoncé à un match nul contre Montpellier, Clichy a défendu le titre avec un match nul en tête-à-tête. D'un point de vue purement sportif, Marseille Duchamps (qui n'a pas participé aux compétitions de poule basse), Hyères, Bischwiller et Bois-Colombes étaient déjà en position avant le dernier tour comme relégués. Cependant, le retrait de Gonfreville libérant une place, Bois-Colombes a pu se sauver en battant Bischwiller.

### Classement
- Poule Haute

| Club                    | Classement | Prec. | L1 dep. | Nb sais. | Pts. | j. | d.  | p. | c. |
| ----------------------- | ---------- | ----- | ------- | -------- | ---- | -- | --- | -- | -- |
| Clichy Échecs 92        | 1er        | 1er   | ?       |          | 32   | 11 | 40  | 45 | 5  |
| Cannes Échecs           | 2e         | 2e    | ?       |          | 31   | 11 | 31  | 40 | 9  |
| Échecs Club Montpellier | 3e         | 9e    | ?       |          | 26   | 11 | 13  | 34 | 21 |
| Évry Grand Roque        | 4e         | 7e    | 2004    | 4        | 26   | 11 | 16  | 31 | 15 |
| Gonfreville l'Orcher R  | 5e         | 4e    | ?       |          | 25   | 11 | 10  | 29 | 19 |
| Mulhouse Philidor       | 6e         | 6e    | 1997    |          | 21   | 11 | -16 | 17 | 33 |
| Vandœuvre-Echecs        | 7e         | 10e   | 2007    | 5        | 21   | 11 | -3  | 24 | 27 |
| Metz Fischer            | 8e         | 11e   | 2007    |          | 20   | 11 | -6  | 26 | 32 |

- Poule Basse

| Club                                  | Classement | Prec. | L1 dep. | Nb sais. | Pts. | j. | d.  | p. | c. |
| ------------------------------------- | ---------- | ----- | ------- | -------- | ---- | -- | --- | -- | -- |
| Marseille Échecs                      | 9e         | 14e   | 2007    | 1        | 26   | 11 | 13  | 30 | 17 |
| A.J.E. Noyon P                        | 10e        |       | 2008    |          | 22   | 11 | 2   | 26 | 24 |
| Cercle d'échecs de Strasbourg         | 11e        | 12e   | 2006    |          | 22   | 11 | 4   | 24 | 20 |
| La Tour Sarrazine - Antibes           | 12e        | 5e    | 2006    |          | 20   | 11 | 5   | 28 | 23 |
| Cercle d'échecs de Bois-Colombes P Rp | 13e        |       | 2008    |          | 19   | 11 | -9  | 25 | 34 |
| Cercle d'échecs de Bischwiller R      | 14e        | 8e    | 2003    | 6        | 17   | 11 | -17 | 18 | 35 |
| La Tour Hyéroise P R                  | 15e        |       | 2008    |          | 13   | 11 | -35 | 10 | 45 |
| Marseille Duchamps P R                | 16e        |       | 2008    |          | 7    | 11 | -48 | 4  | 52 |

## Remarques
- Les victoires sans participation sont prises en compte dans les bilans individuels, les défaites sans participation ne sont pas prises en compte. Pour les défaites par équipes par non participation de Marseille Duchamps à la Poule Basse, tous les joueurs désignés par l'adversaire respectif dans la compétition correspondante reçoivent une victoire dans les bilans individuels
- Dans la compétition entre Cannes et Mulhouse, les deux dernières échiquieres ont été comptées comme gagnées pour Cannes. Les résultats effectivement obtenus sont pris en compte pour les bilans individuels (victoires de Matthieu Cornette contre Noël Guth et d'Anne Muller contre Maria Leconte)[3].
- Dans le match entre Mulhouse et Évry, les deux derniers échiquiers ont été comptés comme gagnés pour Évry. Les résultats effectivement obtenus sont pris en compte pour les résultats individuels (victoires de Luc Bergez contre Noël Guth et d'Anne Muller contre Marina Roumegous)[3].
- Dans le match entre Bois-Colombes et Marseille Duchamps, le match entre Samy Shoker et Leonid Kritz a été déclaré victoire pour Bois-Colombes. Le résultat réel (victoire de Leonid Kritz) est pris en compte pour les bilans individuels[4]